# Fannia wilsoni
Fannia wilsoni är en tvåvingeart som först beskrevs av Walsh 1870.  Fannia wilsoni ingår i släktet Fannia och familjen takdansflugor. Inga underarter finns listade i Catalogue of Life.